# أشتون جيبس
أشتون جيبس (بالإنجليزية: Ashton Gibbs)‏ مواليد 19 يناير 1990 في نيوجيرسي، هو لاعب كرة سلة أمريكي. بدأ مسيرته الاحترافية في سنة 2012. يبلغ طوله 6 قدم 2 بوصة (1.9 م). لعب كرة السلة الجامعية في جامعة بيتسبرغ. لعب مع نادي بانيونيس لكرة السلة ونادي أورينسي لكرة السلة.

## روابط خارجية
- أشتون جيبس على موقع الاتحاد الدولي لكرة السلة (الإنجليزية)
- أشتون جيبس على موقع كرة السلة الأوروبية.كوم (الإنجليزية)
- أشتون جيبس على موقع DraftExpress.com (الإنجليزية)
- أشتون جيبس على موقع كلية كرة السلة في سبورتس رفرنس.كوم (الإنجليزية)
- أشتون جيبس على موقع ريلجم (الإنجليزية)
- أشتون جيبس على موقع بروبوليرز (الإنجليزية)
- أشتون جيبس على موقع سبورتس رفرنس (الإنجليزية)